# Murányi Antal
Murányi Antal Igler (Kapuvár, 1897. június 19. – Budapest, 1957. április 9.) magyar gyógypedagógus, a hallássérült gyermekek differenciált oktatásának egyik fáradhatatlan szorgalmazója.

## Életútja
Tanít a siketek szegedi és budapesti intézetében (1924-1932), majd tanulmányait ösztöndíjasként az USA-ban, a Clarke School-ban egészítette ki (1932). A budapesti Hibásbeszédűek Állami Intézetének igazgatója (1942-1951), párhuzamosan tanított a Gyógypedagógiai Tanárképző Főiskolán is. Utolsó éveiben országos tanulmányi felügyelő és a Közoktatásügyi Minisztérium munkatársa. Tankönyvírói tevékenysége jelentős, szakfolyóiratokban is sokat publikált.

## Munkáiból
- A beszéd fizikai ingerhatása : a siketek fülön át való tanításának alapismeretei. Budapest, 1936.
- Érzékszervi gyakorlatok. Vác, 1937.
- A siketnémák neveléstana. Kézirat a Gyógypedagógiai Tanárképző Főiskola hallgatói számára. Budapest, 1942.
- A pöszebeszéd javításának gyakorlati kézikönyve. Budapest, 1948.
- Kiejtéstanítási kérdések a süketnémák beszédtanításában. Budapest, 1955.